# Liu Xiaomei
Liu Xiaomei (forenklet kinesisk: 刘晓妹; traditionel kinesisk: 劉曉妹; pinyin: Liú Xiǎomèi, født 2. maj 1985 i Chuzhou, Anhui) er en kvindelig kinesisk håndboldspiller som deltog under Sommer-OL 2004.
I 2004 kom hun på en ottendeplads med de kinesiske håndboldlandshold under Sommer-OL 2004. Hun spillede i alle syv kampe og scorede 14 mål.